# Planets and persona
Planets and persona is een studioalbum van Richard Barbieri. Na een aantal opnamen met Steve Hogarth van Marillion was Planets and persona weer een album dat onder de naam Barbieri alleen verscheen. Het album werd opgenomen in Londen (The Artillery), Stockholm (Forward Studios) en Halmstad (IB HQ). De stijl is progressieve rock met invloeden uit fusion, ambient en wereldmuziek.

## Musici
- Richard Barbieri – alle muziekinstrumenten behalve
- Lisen Rylander-Löve – zang, effecten, omnichord, saxofoons (tracks 1, 3, 5, 7)
- Luca Calabrese – trompet (1, 2, 3, 6)
- Christian Saggese – akoestische gitaar (2, 3, 6)
- Kjell Severinsson – slagwerk, percussie (1, 2, 7)
- Klas Assarsson – vibrafoon (1)
- Axel Croné – basgitaar (6)
- Percy Jones – basgitaar (7)
- Grice Peters – zang (5)

## Muziek
| Nr. | Titel                                                                       | Duur  |
| --- | --------------------------------------------------------------------------- | ----- |
| 1.  | Solar sea                                                                   | 7:30  |
| 2.  | New found land                                                              | 7:18  |
| 3.  | Night of the hunter (1.Summer; 2.Shake hands with danger; 3.Innocence lost) | 10:45 |
| 4.  | Interstellar medium                                                         | 5:38  |
| 5.  | Unholy                                                                      | 8:58  |
| 6.  | Shafts of light                                                             | 6:38  |
| 7.  | Solar storm                                                                 | 6:22  |